# Dibaryconus sordidus
Dibaryconus sordidus är en stekelart som först beskrevs av Alan Parkhurst Dodd 1914.  Dibaryconus sordidus ingår i släktet Dibaryconus och familjen Scelionidae. Inga underarter finns listade i Catalogue of Life.